# Данакил (пустиня)
Пустинята Данакил се намира в Североизточна Африка, в района на Северна Етиопия, Югоизточна Еритрея и до голяма степен на територията на Джибути. Данакил, една от най-негостоприемните територии на Земята, е разположена в центъра на Афарската падина, голяма геоложка депресия, лежаща до 120 м под морското равнище. Характерна особеност са черни вкаменени образувания от лава, димящи вулканични кратери, геотермални източници и серни полета. Пустинята Данакил е едно от най-горещите места на земята, със средна дневна температура от прибл. 27 °C, често надвишаваща повече от 50 °C, а понякога дори и 60 °C. Валежите не надвишава 200 мм годишно. Като част от Голямата рифтова долина, Данакилската пустиня е изложена на значителна сеизмична активност, макар и да не е имало големи земетресения в историята. Има много активни вулкани, което прави областта е една от най-активните вулканични зони на Земята. Въпреки екстремните условия, сух климат и липсата на вода, част от пустинята се обитава от много видове животни, главно тревопасни, като зебри, сомалийски газели, степни магарета и др. В пустинята има незначителни находища на магнезий и калий, но основната суровина е каменната сол, сол, идваща от полета в близост до многобройните солени езера в региона. Най-големият от тях е Асалското езеро в Джибути, близо до границата с Еритрея, намиращо се на 120 м под морското равнище.